# بالينا
بالينا (بالإيطالية: Palena)‏ هي بلدية في مقاطعة كييتي في إقليم أبروتسو الإيطالي.

## السكان
في سنة 1861 بلغ عدد السكان 4٬041 نسمة، وتطور العدد ليصل في سنة 2011 لـ 1٬412 نسمة.
يظهر هذا المخطط البياني تطور النمو السكاني لـ بالينا